# Jan Młynarski
Jan Emil Młynarski (ur. 1979 w Warszawie) – polski muzyk, kompozytor, wokalista i multiinstrumentalista, a także dziennikarz radiowy związany z Trzecim Programem Polskiego Radia (2018–2020 i od 2024) i Radiem Nowy Świat (2020–2022). Znawca i popularyzator polskiej muzyki z lat 1918–1949, jak i propagator życiorysów wykonujących ją artystów.

## Życiorys

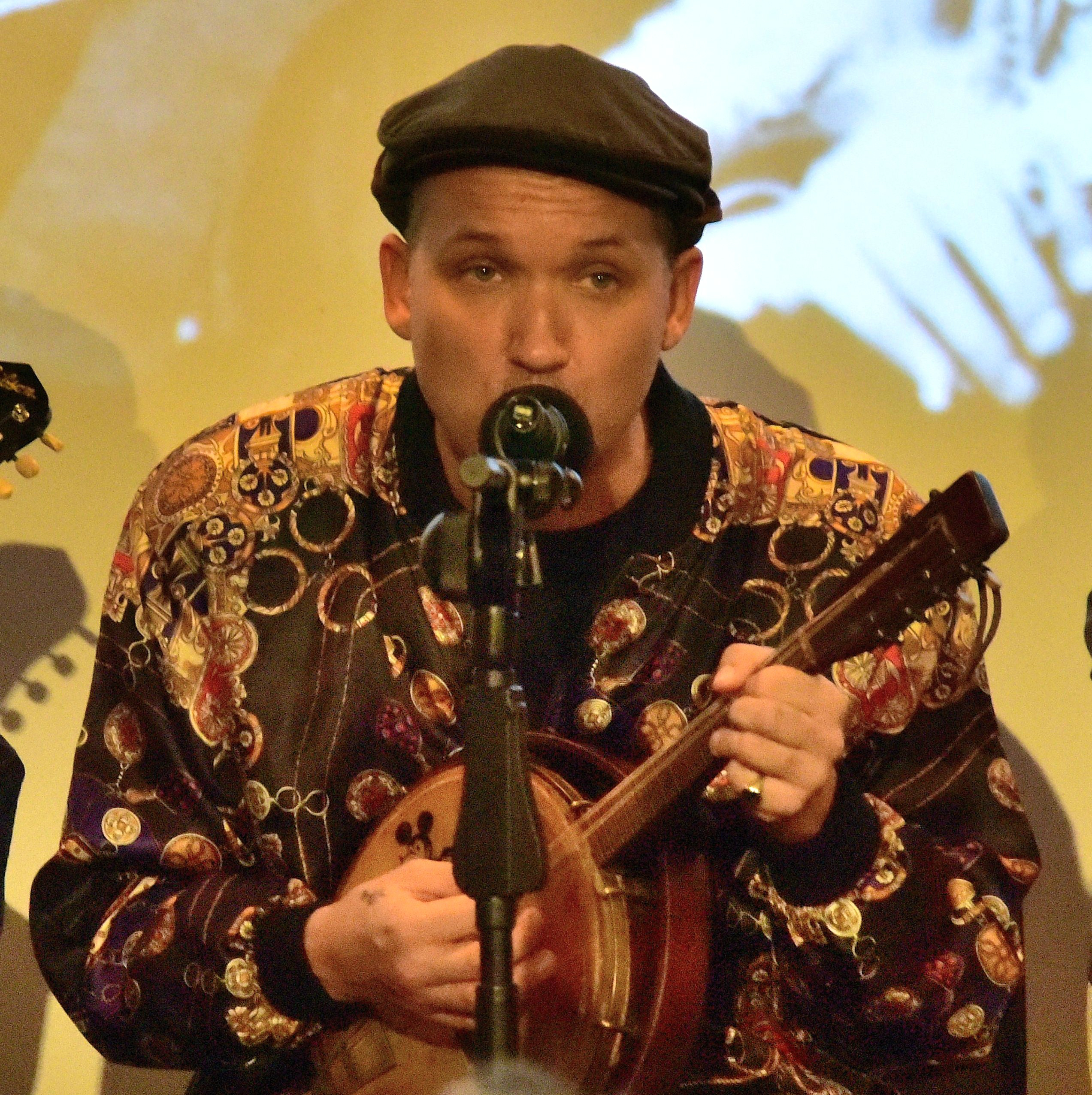
Jan Młynarski podczas występu w Faktycznym Domu Kultury w Warszawie (2018)

Potrzebę grania poczuł w ósmej klasie szkoły podstawowej, w wieku 13 lat. Wcześniej, bo już w piątej klasie podstawówki wraz z kolegami miał zespół garażowy. W wieku 19 lat rozpoczął studia na Akademii Muzycznej im. Karola Szymanowskiego w Katowicach. Ze względu na dużą liczbę koncertów, podjętych studiów nie ukończył (studiował tam półtora roku). W wieku 27 lat wyjechał do USA, gdzie ukończył Drummers Collective w Nowym Jorku.
Po powrocie do Polski zajął się tzw. muzyką alternatywną. Początkowo dołączył do wrocławskiej grupy Őszibarack. Od 2009 jest członkiem zespołu Warszawskie Combo Taneczne, wykonującym przede wszystkim utwory przedwojennych pieśniarzy warszawskich. W roku 2012 wraz z pianistką Joanną Dudą założył duet J=J, oraz trio Pole, którego nazwę zmieniono na Polonka. Dołączył do zespołu Baaba oraz stworzył Młynarski Plays Młynarski. W latach 2000–2006 współtworzył formację 15 Minut Projekt. Wraz z pianistą Marcinem Maseckim stworzył Jazz Band Młynarski-Masecki odwołujący się do tradycyjnej przedwojennej muzyki warszawskiej. Współpracował ponadto m.in. z takimi wykonawcami jak: WWO, Kayah, Gaba Kulka czy Gordon Haskell.
W latach 2018–2020 na antenie Programu Trzeciego Polskiego Radia w niedzielne popołudnia prowadził audycję „Dancing, salon, ulica”, w której przypominał sylwetki muzyków działających na terenie Polski, którzy największą popularność zyskali w okresie dwudziestolecia międzywojennego. W programie można było usłyszeć również ich piosenki. Z rozgłośnią rozstał się w kwietniu 2020. W latach 2020–2022 był dziennikarzem Radia Nowy Świat, w którym co niedzielę nadawana była jego autorska audycja „Wesoła warszawska fala Janka Młynarskiego”, która tematyką nawiązywała do jego wcześniejszego programu emitowanego w Polskim Radiu.
W dniu 8 grudnia 2022 w studiu koncertowym Polskiego Radia im. Witolda Lutosławskiego odbył się pierwszy z serii jubileuszowych koncertów artysty z racji jego 25-lecia zawodowej kariery artystycznej. Na scenie oprócz Młynarskiego pojawili się: Joanna Nawojska, Roksana Kwaśnikowska, Mateusz Niwiński, Max Mucha, Eldar Tsalikov, Kapela Zdzisława Kwapińskiego, a także założone przez muzyka zespoły: Jazz Band Młynarski-Masecki, Młynarski Plays Młynarski i Warszawskie Combo Taneczne. Widowisko zostało premierowo wyemitowane 26 grudnia tego samego roku na antenie Drugiego Programu Polskiego Radia.
W czerwcu 2023 ukazała się jego płyta z przedwojennymi piosenkami pt. Narkotyki. To pierwsze przedsięwzięcie płytowe w jego karierze, które sygnowane jest wyłącznie jego nazwiskiem, jako wokalisty. Miesiąc później, w lipcu TVP2 i TVP Polonia wyemitowały kolejny koncert z cyklu Polskie biesiady, w którym wystąpił wraz ze swoim Warszawskim Combo Tanecznym. Wydarzenie to było poświęcone piosenkom związanym z Warszawą. Wraz z grupą zaśpiewał kilka przedwojennych piosenek, m.in.: Stachu! i Ballada o Felku Zdankiewiczu.
7 kwietnia 2024 na antenę Trzeciego Programu Polskiego Radia powrócił jego popołudniowy program „Dancing, salon, ulica", który nadawany jest co niedzielę. Wydłużono jednak czas jego trwania z niemal jednej, do niespełna dwóch godzin (w lipcu i sierpniu trwa ok. godziny).
1 sierpnia 2024 poprowadził wieczorny koncert Warszawiacy śpiewają (nie)zakazane piosenki odbywający się na Placu Józefa Piłsudskiego w Warszawie w dniu 80. rocznicy wybuchu powstania warszawskiego. Był on transmitowany przez TVP1, TVP Polonia i Telewizję Trwam. Podczas tego koncertu wraz ze swoim zespołem Warszawskie Combo Taneczne wykonał kilka utworów, w tym m.in. Pierwszy Sierpnia - Dzień Krwawy.
Artysta wygłasza także prelekcje, na których przybliża historię muzyki folkowo-rozrywkowej, głównie z lat dwudziestych ubiegłego wieku. Podczas spotkań indywidualnie lub z Warszawskim Combo Tanecznym wykonuje także piosenki z tego okresu.

## Życie prywatne
Jan Młynarski jest synem piosenkarza i poety Wojciecha Młynarskiego oraz aktorki Adrianny Godlewskiej. Ma dwie starsze siostry – dziennikarki Agatę Młynarską i Paulinę Młynarską-Moritz. Ma dwie córki: Helenę (ur. w roku 2010) oraz Różę (ur. w roku 2015). Jego żona jest dziennikarką. W 2023 został ambasadorem kampanii społecznej "Twarze depresji. Nie oceniam. Akceptuję". 

## Dyskografia
- WWO – We własnej osobie (2002, Prosto)[26]
- Kayah – MTV Unplugged (2007, Kayax Production)[27]
- Gordon Haskell Hionides – One Day Soon (2010, C.A.R.E.)[28]
- Bel Air – Monday Dream (2010, MP Production)[29]
- Pole – Radom (2014, Kilogram Records)[30]
- Baaba – EasterChristmas (2014, Lado ABC)[31]
- J=J – Love (2016, Lado ABC)[32]
- Jan Emil Młynarski & Brass Federacja – Narkotyki (2023)[14]

## Nagrody
- Nagroda Miasta Stołecznego Warszawy (2020)[33]

- Nagroda Muzyczna Fryderyki (2018)[34]
- Nagroda Muzyczna Programu Trzeciego – „Mateusz” (2019)
- Nagroda ZAiKS-u za popularyzację polskiej twórczości rozrywkowej (2024)[34]
- Nagroda imienia Stefanii Światłowskiej od VI Liceum Ogólnokształcącego im. Tadeusza Reytana w Warszawie[35].